# Sabrina (film 1954)
Sabrina è un film del 1954 diretto da Billy Wilder e interpretato da Audrey Hepburn, Humphrey Bogart e William Holden. Si tratta di un adattamento dell'opera teatrale americana "Sabrina Fair" del 1953 di Samuel A. Taylor.

## Trama

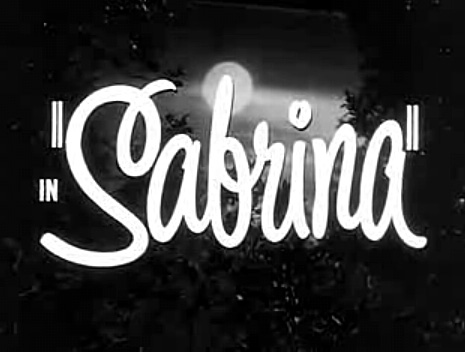
I titoli di testa

Sabrina Fairchild è una timida e graziosa ragazza, figlia dell'autista di una famiglia miliardaria di Long Island, i Larrabee. Da sempre innamorata del secondogenito David, il classico Don Giovanni perdigiorno, il quale però non ha molta considerazione di lei, la giovane passa le serate arrampicata su un albero da dove può assistere alle feste e ai ricevimenti della famiglia, e da dove può vedere David mentre balla in compagnia di altre belle ragazze provenienti da famiglie facoltose. Una volta di più frustrata a causa del suo amore non corrisposto, Sabrina tenta di uccidersi rinchiudendosi nel garage e accendendo i motori delle otto auto di famiglia. Casualmente salvata da Larry, fratello maggiore di David, il giorno seguente Sabrina parte per Parigi, dove rimarrà due anni a frequentare una prestigiosa scuola di cucina. Nella magica città francese la giovane ritrova la gioia di vivere, ma il suo cuore rimane pur sempre per David, al quale non smette di pensare.
Al ritorno a casa, Sabrina appare trasformata: da ragazza un po' goffa e impacciata è divenuta una splendida ed elegante giovane donna; anche David non la riconosce quando la vede davanti alla stazione e le offre un passaggio in auto. Solo al momento dell'arrivo sul piazzale di casa, vedendo la festosa accoglienza da parte degli altri domestici, David si rende conto di chi è in realtà la ragazza.
Impressionato dal grande cambiamento di Sabrina, David si mostra molto interessato a lei e la invita la sera stessa al ricevimento che si terrà nella villa. Il giovane Larrabee è però fidanzato ed in procinto di sposarsi per la quarta volta. Infatti Larry, grande uomo d'affari che dirige l'azienda Larrabee, ha combinato il matrimonio tra il fratello ed Elizabeth Tyson, erede di una famiglia che possiede vaste piantagioni di canna da zucchero, materia prima indispensabile per la nuova invenzione firmata Larrabee. Quella sera David riesce a liberarsi della fidanzata con uno stratagemma, per raggiungere Sabrina, ma la situazione si fa tragicomica quando Larry lo conduce dal padre il quale non è affatto contento del comportamento del figlio, colpevole di compromettersi con una domestica.
Larry finge di prendere le parti del fratello, ma in realtà intende rispedire Sabrina a Parigi in modo da poter concludere l'accordo con l'azienda dei Tyson; viene facilitato nel suo piano, in quanto David rimane ferito e costretto a rimanere a casa, dopo essersi accidentalmente seduto mentre portava in tasca i bicchieri per lo champagne.
Durante la convalescenza di David, Sabrina trascorre quindi molto tempo insieme a Larry rendendosi conto che egli non è un freddo uomo d'affari, anzi una persona molto cara. Lei ama raccontargli di Parigi, pensando che anche a lui quella città possa piacere; un giorno gli sistema anche il suo classico cappello nero secondo la moda parigina. Così la giovane comincia ad accorgersi che forse non è David l'amore della sua vita. Nel frattempo anche Larry si è innamorato di Sabrina e si sente in colpa perché il piano da lui progettato prevede di farla imbarcare per Parigi da sola, ciò non solo significa ferirla ma anche mentirle, perciò le rivela tutto.
Sabrina si prepara tristemente alla partenza dell'indomani, giorno in cui è fissata la firma del contratto tra le aziende Larrabee e Tyson. Dopo aver appreso dal fratello che Sabrina sta partendo sola, David ha ormai capito quello che c'è tra i due e incita Larry a seguirla. Larry non è convinto e perciò ripete al fratello che è lui, David, quello che deve andare con Sabrina, sicuro che egli partirà.
In seguito, al momento della firma dell'accordo, David non si presenta alla riunione e dalla finestra Larry assiste alla partenza della nave su cui è imbarcata Sabrina... ma proprio quando Larry sta per rivelare a tutti dove si trova veramente il fratello, ecco che David piomba nella stanza scusandosi per il ritardo. Larry, ormai incastrato dal fratello, non può più negare di amare Sabrina e così abbandona l'ufficio di corsa, scusandosi con i presenti, e si precipita al porto dove sale sul suo rimorchiatore con cui potrà raggiungere la nave.
Intanto Sabrina sta malinconicamente seduta sul ponte, quando un membro dell'equipaggio le porta un cappello e le riferisce che un uomo che si trova a bordo ha chiesto che sia lei a sistemarlo. La giovane si guarda intorno, quand'ecco che spunta Larry, impeccabile come al solito. I due si abbracciano, felici di ritrovarsi di nuovo, pronti a passare la vita insieme.

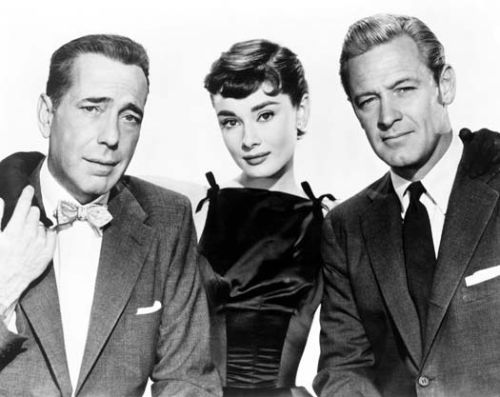
Humphrey Bogart, Audrey Hepburn e William Holden in una foto di scena

## Produzione
Il film venne prodotto con un budget stimato in $2.238.813.

### Riprese
Le riprese durarono dal 29 settembre al 5 dicembre 1953. 
Fu girato in California, tra gli studios di Hollywood per le scene di Parigi e la dimora 'Hill Grove' di George Lewis a Beverly Hills, che venne utilizzata come magione dei Larrabee, anche se nel film si troverebbe a Long Island (New York). La stazione del treno esiste ancora, si tratta della 'Glen Cove train station' sulla Oyster Bay Branch della Long Island Rail Road. Il quartier generale della Larrabee Company è un grattacielo tuttora esistente, si trova al 30 Broad Street del distretto finanziario di Manhattan (New York).

### Costumi

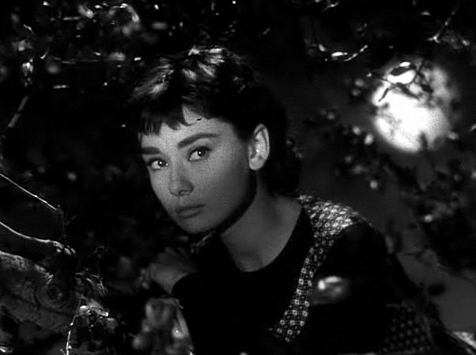
Audrey Hepburn nel trailer

Audrey Hepburn stessa, su richiesta diretta della casa cinematografica e di Billy Wilder, acquistò nell'estate del 1953 a Parigi alcuni abiti per il film. La costumista di Hollywood Edith Head stilò l'elenco delle tipologie di abiti da acquistare che la Hepburn avrebbe dovuto cercare nelle boutique parigine. Prima del suo arrivo in città fu chiesto a Gladys de Segonzac, moglie del capo della Paramount a Parigi, di fare una prima selezione per questi acquisti presso l'atelier Balenciaga. La Segonzac contattò invece Hubert de Givenchy, allora giovane stilista nonché grande ammiratore di Balenciaga, dalla cui collezione dell'anno precedente la Hepburn finì per compiere la sua selezione, consistente in un completo di lana grigia da indossare con un turbante di chiffon, un abito bianco di organza ricamato e un vestito da cocktail nero con scollo a barchetta. Gli abiti furono portati negli Stati Uniti come parte del suo guardaroba personale. I modelli furono poi appositamente modificati per il film nei tessuti, nei colori e in alcuni dettagli, in modo che la Paramount non fosse costretta a citare la casa di moda nei titoli di coda, mentre Edith Head si limitò a disegnare alcuni costumi per i personaggi minori.
Questa particolare attenzione ai costumi era motivata dal desiderio di rendere credibile la trasformazione del personaggio di Sabrina su un'attrice che non era ancora considerata un'icona di stile e che si discostava invece molto dall'ideale di bellezza femminile dell'epoca incarnato da dive come Marilyn Monroe e Grace Kelly e dagli abiti iperfemminili del New Look di Christian Dior.

### Cast
La parte di Larry, interpretata da Humphrey Bogart, era in origine destinata a Cary Grant, che a causa di pregressi impegni lavorativi, non poté partecipare.
Per gli scontri tra regista e sceneggiatori (soprattutto Taylor, autore dell'opera teatrale che non riconosceva le libere interpretazioni di Wilder), Wilder si ritrovò spesso in difficoltà a presentare le pagine del copione da un giorno all'altro; per questo domandò più volte ad Audrey Hepburn di ripetere le scene o di addurre malori per posticipare le riprese. La Hepburn si prestò all'aiuto, ma Bogart, già infastidito di non essere stato considerato come prima scelta per il suo ruolo, che avrebbe voluto recitare con la moglie Lauren Bacall nel ruolo di Sabrina e soprattutto all'oscuro delle difficoltà sulla sceneggiatura, divenne molto critico nei confronti di Wilder e della Hepburn, anche pubblicamente. Solo anni dopo, Bogart chiese scusa a Wilder per il suo comportamento. 
Il film fu anche scenario di una breve relazione tra la Hepburn e Holden, che non proseguì perché Holden era sposato, anche se i due rimasero amici negli anni.

## Riconoscimenti
Il film ha ricevuto sei nomination ai premi Oscar 1955 vincendo l'Oscar per i migliori costumi. 
Ha vinto anche il Golden Globe per la migliore sceneggiatura.
Nel 1954 il National Board of Review of Motion Pictures l'ha inserito nella lista dei migliori dieci film dell'anno e ha premiato John Williams come miglior attore non protagonista.
Nel 2002 è stato scelto per la conservazione nel National Film Registry della Biblioteca del Congresso degli Stati Uniti.

## Remake
Nel 1995 è stato realizzato il film omonimo diretto da Sydney Pollack, con Julia Ormond nel ruolo di Sabrina Fairchild, Harrison Ford nel ruolo di Linus Larrabee e Greg Kinnear nel ruolo di David Larrabee.